# Ернст-Генріх Фосс
Ернст-Генріх Фосс (нім. Ernst-Heinrich Voß; 3 листопада 1899, Гарц, Німецька імперія — 11 жовтня 1943, Липове, УРСР) — німецький офіцер, генерал-майор вермахту (1 жовтня 1943). Кавалер Лицарського хреста Залізного хреста з дубовим листям.

## Біографія
Учасник Першої світової війни. В 1919 році демобілізований і поступив на службу в поліцію. В жовтні 1935 року перейшов у вермахт, командир 14-ї роти 24-го піхотного полку. Учасник Польської кампанії. З 14 вересня 1939 року — командир 1-го батальйону свого полку. Учасник Французької кампанії і німецько-радянської війни. 22 жовтня 1941 року важко поранений, після одужання 7 січня 1942 року призначений командиром 24-го запасного піхотного батальйону. З 11 березня 1943 року — знову командир 1-го батальйону 24-го піхотного полку. З 2 грудня 1942 року — командир 585-го гренадерського полку, з яким взимку 1942/43 бився на Дону і Донці. Загинув у бою.

## Нагороди
- Почесний хрест ветерана війни
- Медаль «За вислугу років у Вермахті» 4-го, 3-го і 2-го класу (18 років)
- Залізний хрест
  - 2-го класу (23 вересня 1939)
  - 1-го класу (31 травня 1940)
- Нагрудний знак «За поранення» в чорному
- Німецький хрест в золоті (17 серпня 1942)
- Медаль «За зимову кампанію на Сході 1941/42»
- Лицарський хрест Залізного хреста з дубовим листям
  - лицарський хрест (18 квітня 1943)
  - дубове листя (№ 314; 28 жовтня 1943, посмертно)